# Home of the Strange
Home of the Strange è il terzo album della band alternative rock americana Young the Giant, pubblicato il 12 agosto 2016.

## Tracce[1]
1. Amerika – 4:00
2. Something To Believe In – 3:48
3. Elsewhere – 3:44
4. Mr. Know-It-All – 3:11
5. Jungle Youth – 3:40
6. Titus Was Born – 4:02
7. Repeat – 3:05
8. Silvertongue – 3:17
9. Art Exhibit – 4:03
10. Nothing's Over – 4:24
11. Home of the Strange – 2:36